# 学校法人高野山学園
学校法人高野山学園（がっこうほうじんこうやさんがくえん）は和歌山県に本部をおく学校法人。高野山大学などの設置者。大学は120年以上の歴史と伝統を有する仏教系私立大学であるとともに、高野山真言宗において重要な大学でもある。理事長は高野山真言宗の宗務総長が務める。

## 設置校

### 大学
- 高野山大学

### 高等学校
- 高野山高等学校